# Вярянкоскенйоки
Вярянкоскенйоки, в верхнем течении Котаваранйоки и Рихиоя — река в России, протекает по Лахденпохскому району Карелии.

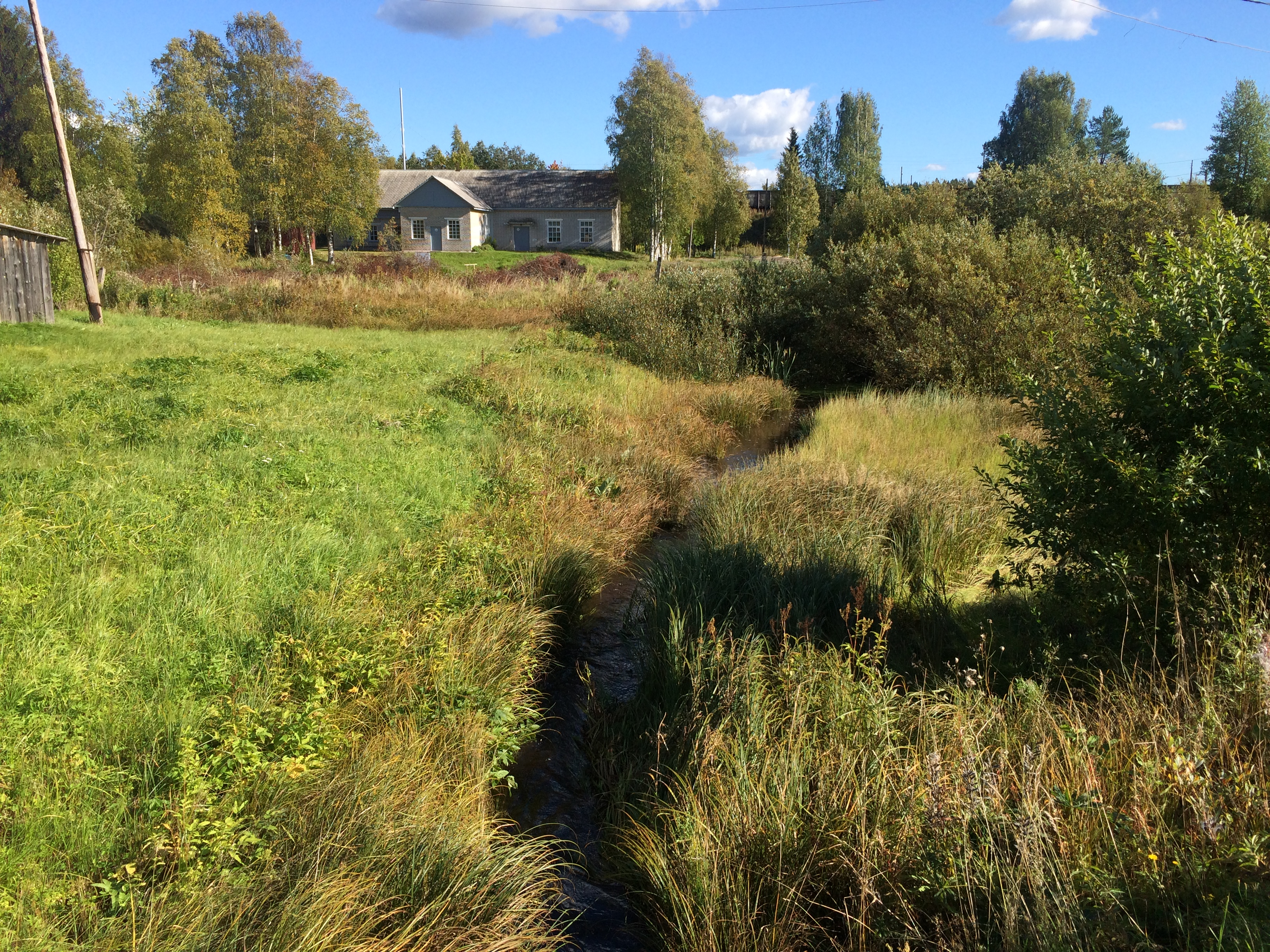
Вид по течению в пос. Элисенваара

Исток — в болотах северо-восточнее Сорио. Протекает через посёлок Элисенваара. Устье реки находится в 24 км по правому берегу реки Соскуанйоки. Длина реки составляет 17 км.

## Данные водного реестра
По данным государственного водного реестра России относится к Балтийскому бассейновому округу, водохозяйственный участок реки — Водные объекты бассейна оз. Ладожское без рр. Волхов, Свирь и Сясь, речной подбассейн реки — Нева и реки бассейна Ладожского озера (без подбассейна Свирь и Волхов, российская часть бассейнов). Относится к речному бассейну реки Нева (включая бассейны рек Онежского и Ладожского озера).
Код объекта в государственном водном реестре — 01040300212102000010689.